# Storm van 25 januari 1990
Op 25 januari 1990 woedde een zeer zware storm over Ierland, Groot-Brittannië, Frankrijk, Nederland, Duitsland, België en Denemarken. In onder meer Duitsland en Frankrijk wordt de storm ook wel Orkaan Daria genoemd. In Verenigd Koninkrijk staat de storm bekend als de Burns' Day Storm. De storm kost volgens schattingen 97 mensen het leven. De hoogste windsnelheden werden nabij Belfast in Noord-Ierland bereikt, namelijk 190 kilometer per uur. Het ergst getroffen werd Groot-Brittannië. Daar vielen 39 doden. In Nederland kwamen zeker 17 mensen om het leven, in België 11.

## Ierland en Groot-Brittannië
In Groot-Brittannië liep de tol aan levens in een paar uur op tot 47 en vielen er tientallen gewonden. Daken werden van huizen gerukt, bomen ontworteld, muren en steigers omver geblazen en ook bruggen en spoorverbindingen konden niet op tegen de storm, die vooral huishield in Wales, Cornwall, Zuid-Engeland, Zuid-Ierland en Schotland, waar drie doden vielen als gevolg van sneeuwstormen. Zo'n miljoen Britse huishoudens kwamen zonder stroom te zitten doordat elektriciteitsmasten afknapten, terwijl vlak voor de spits veel treinen uitvielen. Londen kwam vrijwel tot stilstand, de meeste stations, ook die van de ondergrondse, gingen dicht, terwijl de Westminster Bridge en de Tower Bridge, de twee drukste bruggen in de stad, werden geblokkeerd door een vrachtwagen en een bus die op hun kant lagen.

## Frankrijk
Tal van schepen kwamen door de storm in de problemen voor de Franse kust bij Bretagne, de Atlantische Oceaan en in het Kanaal. Een veerboot met 120 opvarenden kreeg op weg naar Dieppe problemen met het roer. Later zijn alle veerverbindingen gestremd. Vanwege de sterke wind konden marineschepen hun havens niet binnenlopen en moesten daardoor op zee blijven. De storm zorgde voor problemen in de kerncentrales van Paluel en Grevelingen, waar vijf van de zes eenheden uitvielen als gevolg van stroomstoringen. In de regio rond Calais, Boulogne en Duinkerke is het vracht- en treinverkeer stilgelegd. In totaal zijn in Frankrijk zes mensen bij het noodweer omgekomen.

## Nederland

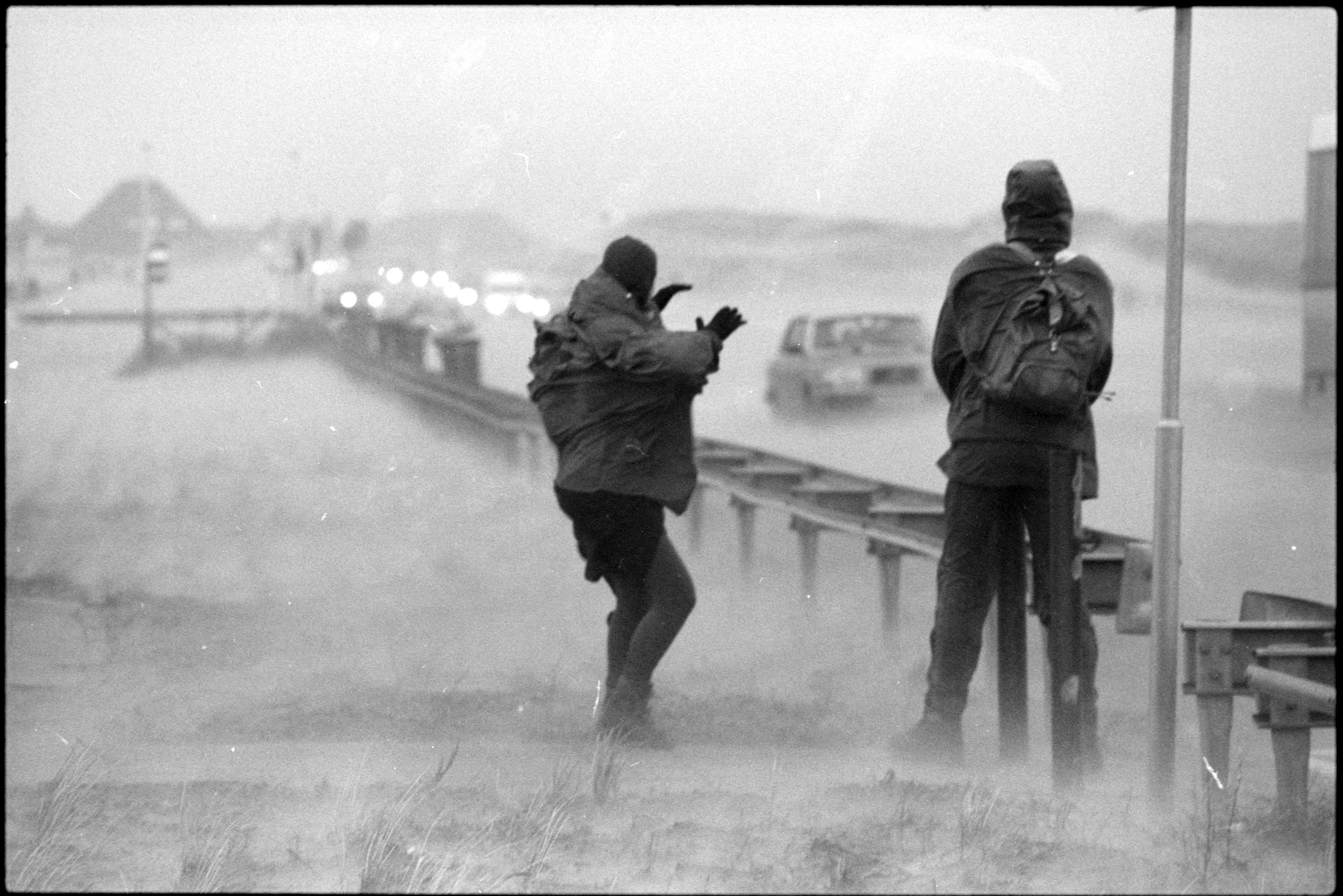
Orkaan op boulevard van Zandvoort

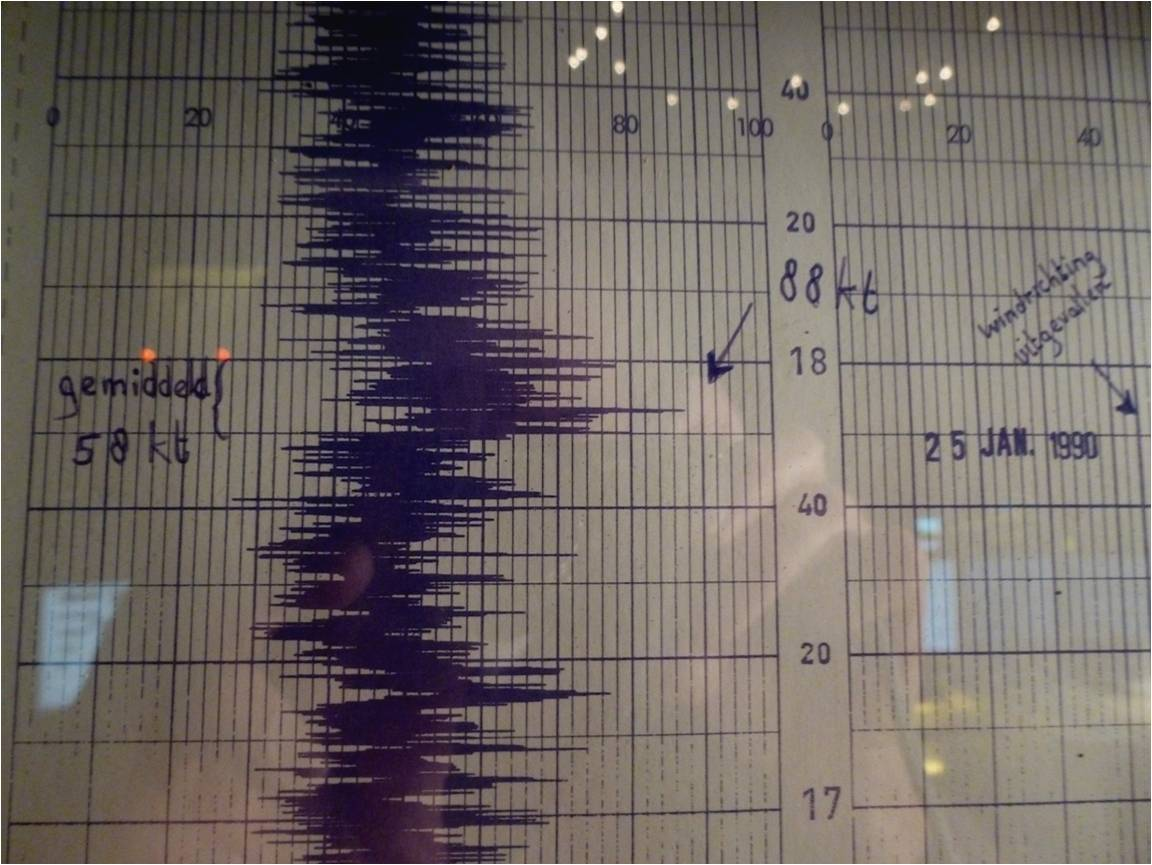
Windregistratie Kaagbaan Schiphol 25-01-1990

In de loop van de rampdag werden de waarschuwingen opgeschaald tot windkracht 11 en uiteindelijk zelfs orkaankracht 12, iets wat in Nederland zelden voorkomt, maar uiteindelijk niet gebeurde. Langs de Nederlandse kust werd een uurgemiddelde van windkracht 11 bereikt. De zwaarste windstoot in Nederland bereikte die dag 158 km/u en werd gemeten in IJmuiden. Daar is wel wat discussie over, want het bijzondere aan deze storm was de hoge windsnelheid verder landinwaarts. Normaal waait het langs de kust het hardst, maar bij deze storm niet. Zo werd op Schiphol op de Westbaan (27, bulderbaan) 87 knopen (161 km/u) gemeten en op de Kaagbaan (06-24) 88 knopen (163 km/u).
De gevolgen waren groot omdat de wind juist tijdens de avondspits zijn top bereikte. Op Schiphol bleven vliegtuigen enkele uren aan de grond. Het openbaar vervoer met treinen, trams en veren werd 's avonds door de orkaan vrijwel geheel tot stilstand gebracht. In Amsterdam strandden overal in de stad trams door omgevallen bomen en gebroken bovenleidingen waarvan sommige tot de volgende morgen onbeheerd achtergelaten werden. Alleen de metro en bussen die ook trams en treinen vervingen konden nog beperkt blijven rijden. Duizenden reizigers strandden echter toch in de grote steden en moesten daar noodgedwongen de nacht doorbrengen. Op autosnelwegen werd het verkeer vertraagd door omvergeblazen vrachtauto's, lantaarnpalen en bomen. In totaal zijn op de rijkswegen tijdens de storm 130 vrachtwagencombinaties, caravans en opleggers gekanteld. Rijkswaterstaat sloot preventief de Lekbrug bij Vianen in beide richtingen af. In Cothen bij Wijk bij Duurstede stortte een deel van een boerderij in waarbij de 27-jarige eigenaar om het leven kwam, evenals een deel van zijn vee.
In Noordwijk kwamen drie brandweerlieden om het leven bij een grote brand in hotel Huis ter Duin. In Apeldoorn werden tanks van het leger ingezet om de straten schoon te vegen. Tijdens de storm kwam vooral op de noord-zuidverbindingen in het westen van het land het wegverkeer tot stilstand, terwijl ook de brug over de IJssel bij Arnhem een belangrijk knelpunt vormde. Te Ouddorp strandde het kraanschip Eerland Rotterdam. Pas na weken lukte het om het schip vlot te krijgen. In Zuid-Beijerland brandde de molen Landzigt uit nadat de wind vat kreeg op het wiekenkruis, dat daardoor op hol sloeg.
Voorbeeld van schadegevallen in Kennemerland de volgende dag

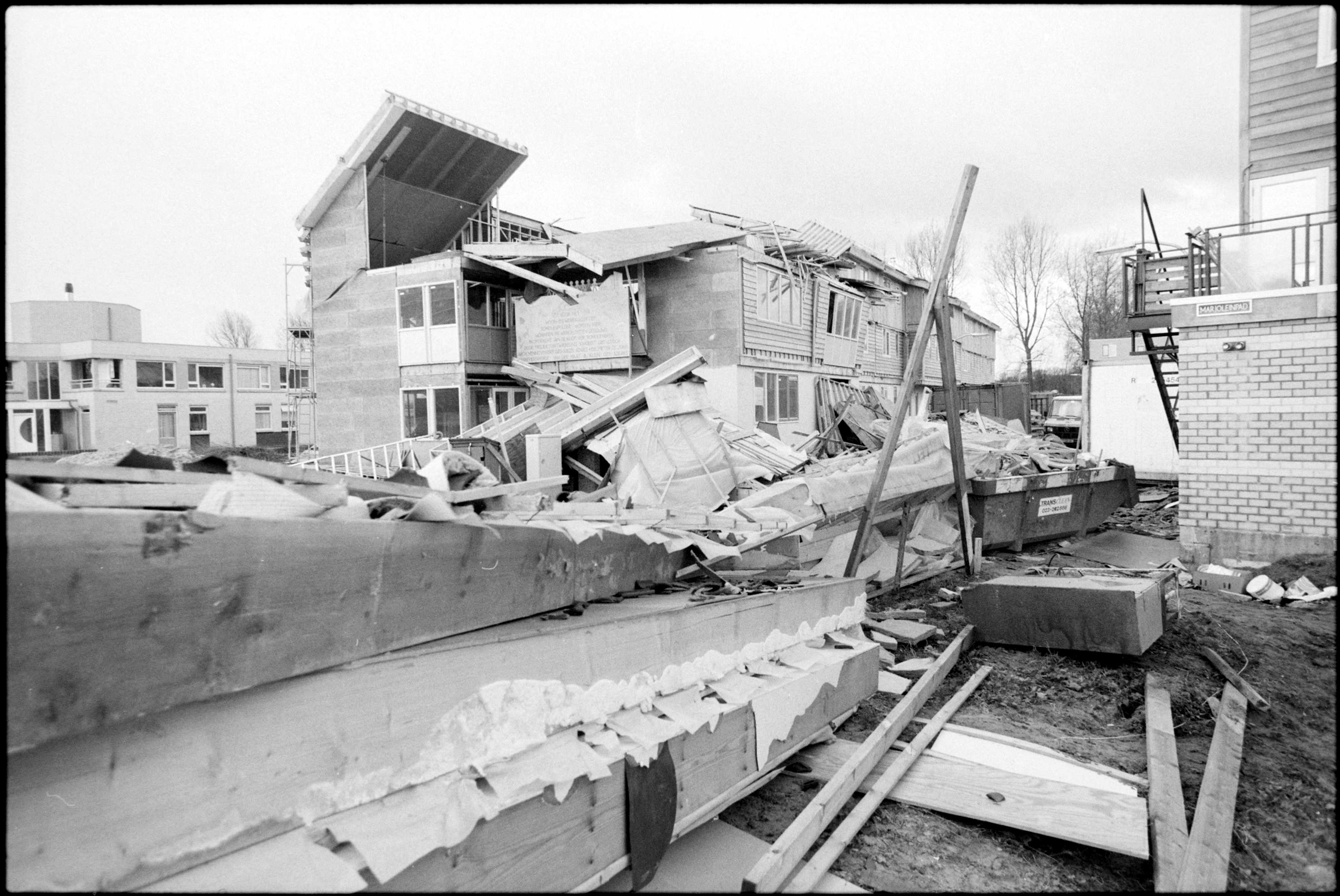
Stormschade aan huizenblok in Haarlem
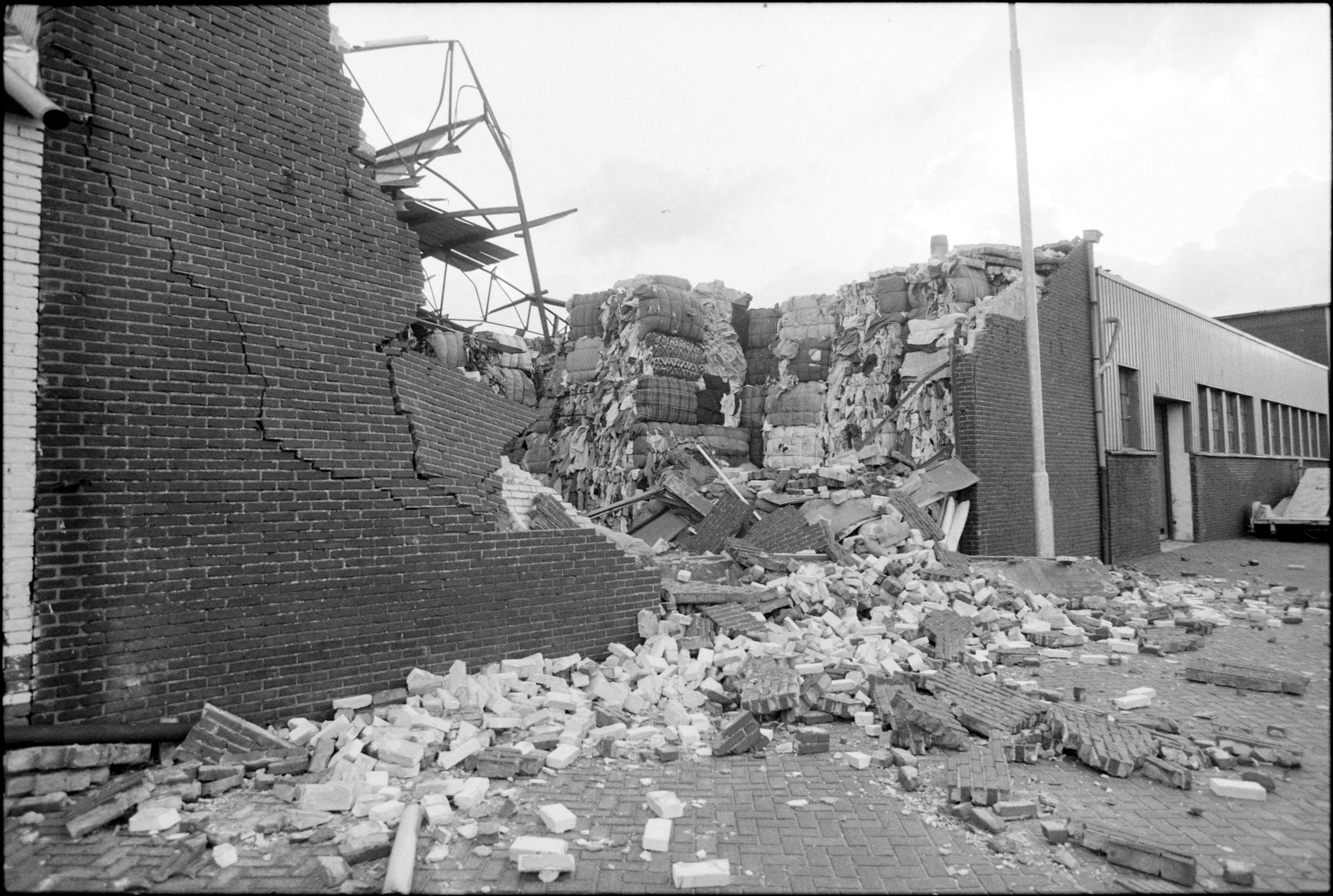
Gevel fabriekspand in IJmuiden losgerukt
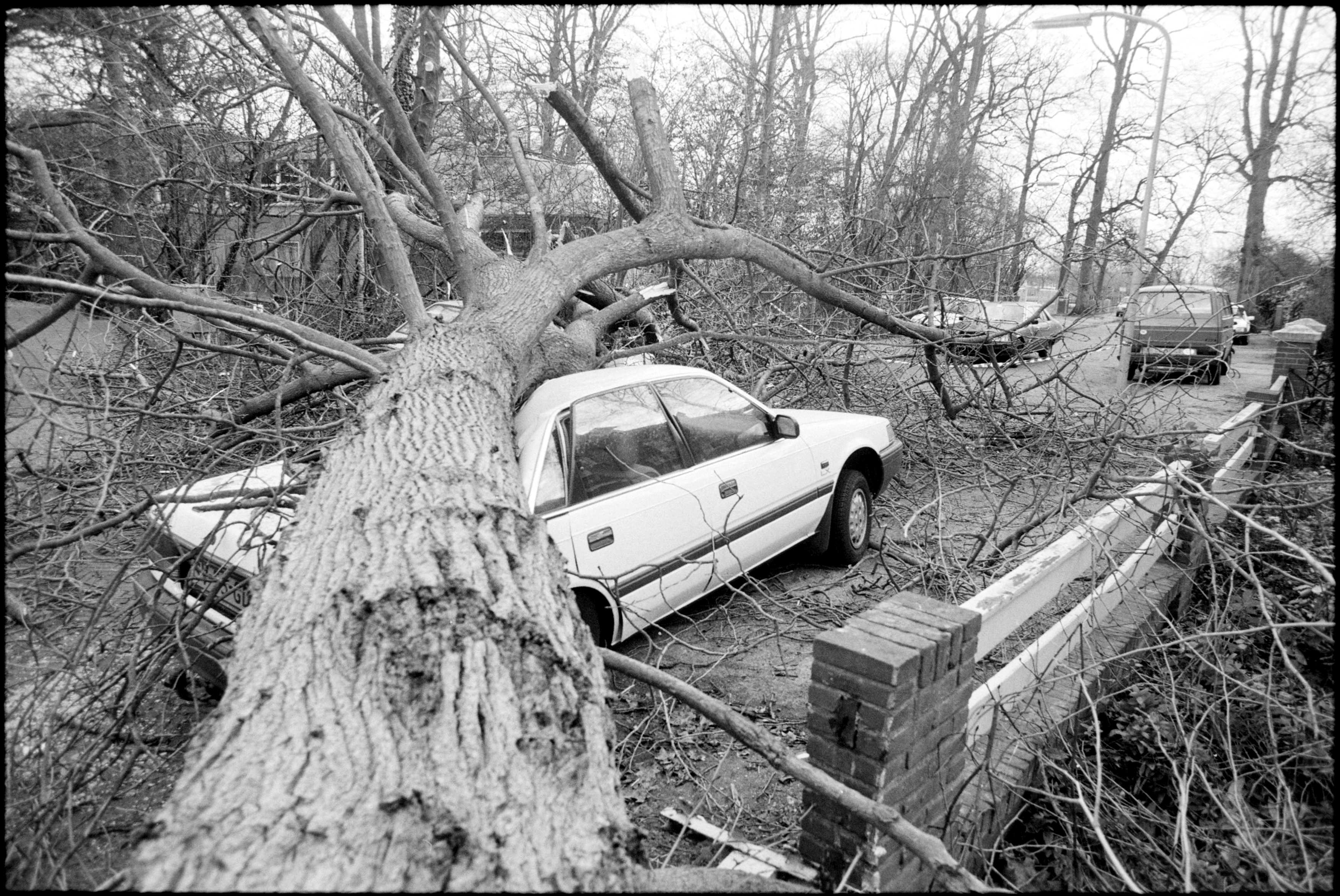
Omgevallen boom op auto in Haarlem
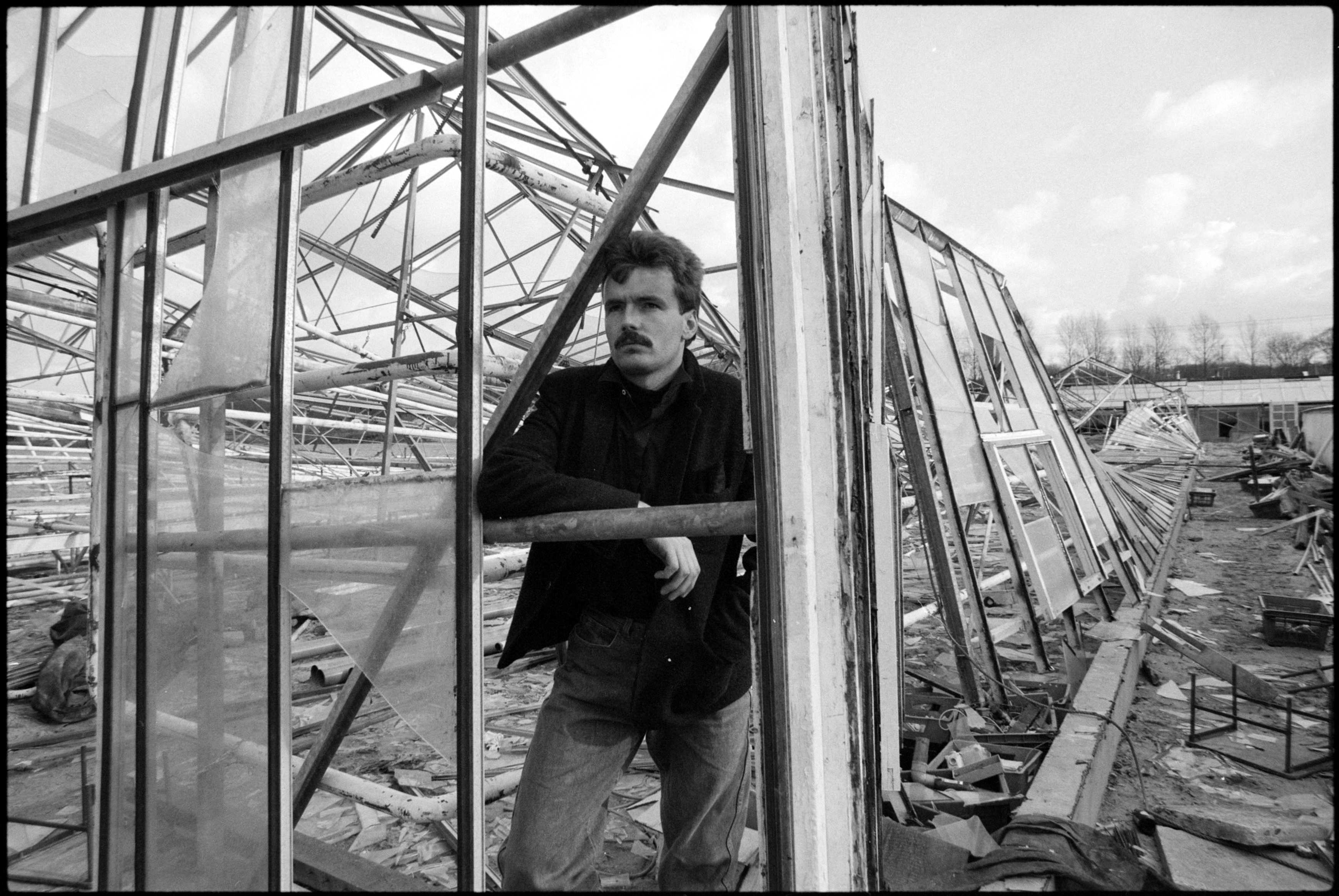
Omgewaaide kas bij Heemstede

## België
In België bereikte de wind snelheden tot 155 km/u. Er vielen 11 doden en zo'n veertig gewonden. In een vliegtuigfabriek vlak bij Charleroi stortte het dak in. Ook het dak van het zwembad van Poperinge bezweek, al vielen er daar geen slachtoffers door een eerder genomen veiligheidsmaatregel. Het vliegveld van Luik werd gesloten. Zaventem bij Brussel bleef open, al werden zo'n twaalf vluchten geannuleerd. Een omgevallen elektriciteitsmast versperde de snelweg van Brussel naar Oostende, waar geen veerboten uitvoeren.

## Duitsland
Vooral Noordwest-Duitsland werd zwaar getroffen. Vier mensen kwamen om het leven. In Hamburg en Oost-Friesland werd dijkbewaking ingesteld. Het verkeer in Noordrijn-Westfalen, Hessen en Saksen ondervond veel hinder van omgevallen bomen. In de dierentuin van Hannover stortte het wolvenhok in, waarop drie wolven ontsnapten.